# 모여봐요 동물의 숲
《모여봐요 동물의 숲》은 닌텐도 EPD가 개발하고 닌텐도가 배급하는 닌텐도 스위치 전용 생활 시뮬레이션 게임이다. 또한 모여봐요 동물의 숲은 《동물의 숲》 시리즈 본편 5번째 작품으로, 애칭으로는 모동숲이라는 이름을 쓴다. 2020년 3월 20일에 정식 발매되었다. 이 게임은 너굴이 운영하는 무인도 이주 패키지에 가입해 사람이 없는 섬에 이주하는 것으로 시작된다. 현실 시간에 맞춰 게임이 진행되며, 물품을 수집 및 제작하고 야생동물을 포획하며 의인화된 동물 주민들과 함께 마을을 건설하는 비디오 게임이다.
게임 개발은 2012년쯤부터 시작했다. 게임 디렉터 쿄고쿠 아야에 따르면 기존 팬들을 만족하기 위해 전작들의 컨텐츠를 유지하는 동시에 신규 플레이어들을 위해 게임을 접근하기 쉽게 만드는 것이 주요 제작 철학이었다고 한다. 그래픽 방면에선 게임플레이를 단순화해 쉽게 적응할 수 있으면서 플레이어로 하여금 상상을 유도하는 방향으로 잡았다.
이 게임은 한달만에 전세계 3200만 장 이상의 판매고를 올리면서 콘솔 사상 역대 최다 디지털 구입 수를 기록해 상업적 성공을 이뤘다. 이는 《동물의 숲》 시리즈 사상 단일 게임 최고 판매량이며, 일본에서 《포켓몬스터 레드·그린》 다음으로 두 번째로 많이 팔린 게임이자 세계에서 15번째로 가장 많이 팔린 게임이 되었다. 국제적인 코로나19 범유행으로 인해 사람들이 자가 격리로 집에 머문 것이 성공의 원인으로 꼽혔다.

## 개발

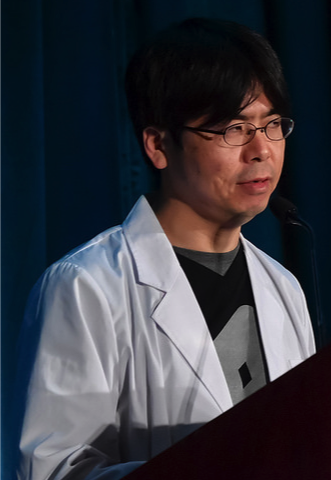
시리즈 프로듀서는 노가미 히사시(사진)와 에구치 카츠야가 맡았다.

닌텐도 스위치용 《동물의 숲》 신작 발표 및 개발에 대한 정보는 2018년 9월 13일 닌텐도 다이렉트에서 처음 공개됐으며, 당시 예정 발매일을 2019년 중으로 발표했다. 게임 발표는 2018년에 있었지만 게임 디렉터 쿄고쿠 아야에 따르면 개발은 닌텐도 3DS용 《튀어나와요 동물의 숲》가 일본에서 출시된 직후인 2012년부터 시작됐다고 한다. 이 때 닌텐도 스위치가 사내에서 공개되기 전부터 게임에 대한 구상이 이미 시작됐다고 밝혔다.

## 게임 플레이
게임을 시작하게 되면 Nook.Inc라는 회사의 직원인 밤돌이, 콩돌이가 플레이어의 성별, 생일, 플레이어의 생김새, 섬의 모습 등을 물어본다. 그 질문들에 답하고 섬에 도착한 다음에 텐트의 위치를 정하면 게임이 본격적으로 시작된다. 또한, 전작인 튀어나와요 동물의 숲과는 달리 엔딩이 있다.

## 평가
리뷰 애그리게이터 사이트 메타크리틱에 의하면 《모여봐요 동물의 숲》은 '전폭적인 호평'을 받아 시리즈 사상 최대의 고평가 게임이 됐다. 그러나 스위치 사용자 관리 및 다인용 모드에 대한 비판이 존재했다.

### 수상
- 일본 게임대상 2020 - 3관왕 수상 (대상, 우수상, 경제산업거대상)
- CEDEC AWARDS 2020 - 비추얼 아트부문 수상

## 여파
평론가들과 언론 매체에선 코로나19 범유행가 게임의 유래없는 성공에 큰 원인이라고 분석했다. NBC 뉴스 왈, 사회적 거리두기가 퍼진 사회에서 "(동물의 숲은) 코로나바이러스를 잊기 위한 방안"으로서 주목받아 "대현상"이 됐다.

### 관련 매체
- 모여봐요 동물의 숲 ~한가로운 섬 소식~
  - 챠오 (소학관) 2020년 2월호부터 발행
- 모여봐요 동물의 숲 ~도코토! 이치반 섬~
  - 코로코로 이치반! (소학관) 2020년 5월호부터 발행
- 모여봐요 동물의 숲 ~무인도 Diary~
  - 월간 코로코로코믹 (소학관) 2020년 7월호부터 발행
- 모여봐요 동물의 숲 ~후와후와 섬~ (카나키 시오리)
  - 푸치구미 2020년 11월호부터 발행

## 같이 보기
- 동물의 숲 포켓 캠프
- 닌텐도 스위치
- Wii

## 참조

### 내용주
1. ↑  일본어: あつまれ どうぶつの森 아츠마레 도오부츠노 모리[*]. 영어판 제목 《애니멀 크로싱: 뉴 호라이즌스》(영어: Animal Crossing: New Horizons)